# Saint-Georges-du-Mesnil
Saint-Georges-du-Mesnil és un municipi francès situat al departament de l'Eure i a la regió de Normandia. L'any 2007 tenia 100 habitants.

## Demografia

### Població
El 2007 la població de fet de Saint-Georges-du-Mesnil era de 100 persones. Hi havia 45 famílies de les quals 12 eren unipersonals (8 homes vivint sols i 4 dones vivint soles), 21 parelles sense fills i 12 parelles amb fills.
La població ha evolucionat segons el següent gràfic:
Habitants censats

### Habitatges
El 2007 hi havia 78 habitatges, 44 eren l'habitatge principal de la família, 27 eren segones residències i 7 estaven desocupats. 75 eren cases i 3 eren apartaments. Dels 44 habitatges principals, 36 estaven ocupats pels seus propietaris i 8 estaven llogats i ocupats pels llogaters; 3 tenien dues cambres, 7 en tenien tres, 10 en tenien quatre i 24 en tenien cinc o més. 29 habitatges disposaven pel capbaix d'una plaça de pàrquing. A 22 habitatges hi havia un automòbil i a 22 n'hi havia dos o més.

### Piràmide de població
La piràmide de població per edats i sexe el 2009 era:
| Homes | Edats   | Dones |
| ----- | ------- | ----- |
| 0     | 95 o +  | 0     |
| 0     | 90 a 94 | 4     |
| 0     | 85 a 89 | 0     |
| 0     | 80 a 84 | 0     |
| 0     | 75 a 79 | 0     |
| 0     | 70 a 74 | 0     |
| 8     | 65 a 69 | 4     |
| 4     | 60 a 64 | 4     |
| 0     | 55 a 59 | 0     |
| 4     | 50 a 54 | 4     |
| 4     | 45 a 49 | 4     |
| 4     | 40 a 44 | 0     |
| 4     | 35 a 39 | 8     |
| 4     | 30 a 34 | 4     |
| 0     | 25 a 29 | 0     |
| 0     | 20 a 24 | 0     |
| 4     | 15 a 19 | 0     |
| 4     | 10 a 14 | 8     |
| 4     | 5 a 9   | 4     |
| 4     | 0 a 4   | 0     |

## Economia
El 2007 la població en edat de treballar era de 67 persones, 53 eren actives i 14 eren inactives. De les 53 persones actives 46 estaven ocupades (24 homes i 22 dones) i 7 estaven aturades (5 homes i 2 dones). De les 14 persones inactives 5 estaven jubilades, 7 estaven estudiant i 2 estaven classificades com a «altres inactius».
Activitats econòmiques
Dels 2 establiments que hi havia el 2007, 1 era d'una empresa de construcció i 1 d'una empresa de serveis.
L'únic servei als particulars que hi havia el 2009 era una lampisteria.
L'any 2000 a Saint-Georges-du-Mesnil hi havia 8 explotacions agrícoles que ocupaven un total de 225 hectàrees.

## Poblacions més properes
El següent diagrama mostra les poblacions més properes.